# Leonardo (revista)
Leonardo é uma revista acadêmica revisada por pares, publicada pela MIT Press, cobrindo a aplicação da ciência e tecnologia contemporânea às artes e à música.

## História
A revista Leonardo foi criada em 1968 pelo artista e cientista Frank Malina em Paris, França. Leonardo publica textos de artistas que trabalham com mídias artísticas baseadas em ciência e tecnologia há 50 anos. As operações da revista foram transferidas para a área da baía de São Francisco pelo filho de Frank Roger Malina, um astrônomo e cientista espacial, que assumiu as operações do diário após a morte de Frank Malina em 1981. Em 1982, a Sociedade Internacional de Ciências e Tecnologia das Artes (Leonardo/ISAST) foi fundada para promover os objetivos de Leonardo, fornecendo vias de comunicação para artistas que trabalham na mídia contemporânea. A sociedade também publica o Leonardo Music Journal, o Leonardo Electronic Almanac, o Leonardo Reviews e o Leonardo Book Series. Todas as publicações são produzidas em colaboração com a MIT Press.
Outras atividades da organização incluem um programa de prêmios e participação em conferências e simpósios anuais, como o Space and the Arts Workshop e a conferência anual College Art Association. Leonardo tem uma organização irmã na França, a Associação Leonardo, que publica o site do Observatoire Leonardo. Ao incentivar a apresentação inovadora de artes de base tecnológica, a sociedade também funciona como um local de encontro internacional para artistas, educadores, estudantes, cientistas e outros interessados no uso de novas mídias na expressão artística contemporânea.
Os objetivos da organização incluem a documentação de tecnologias pessoais e inovadoras desenvolvidas por artistas, semelhante à maneira pela qual as descobertas de cientistas são documentadas nas publicações de periódicos.